# 片渕茜
片渕 茜（かたふち あかね、1993年〈平成5年〉7月26日 - ）は、日本のニュースキャスター。テレビ東京報道局キャスター。元アナウンサー。

## 経歴
佐賀県佐賀市出身。身長154cm。
佐賀県立致遠館中学校・高等学校、西南学院大学文学部外国語学科英語専攻卒業。
小学校・中学校時代にはティーンズミュージカルSAGAに通っていた。学生時代は『ミス西南学院2012』に出場し、グランプリを受賞。同大学ダンスサークル「スリックベース」に属しながら、テレビ朝日アスクにも通いアナウンサーになるためのトレーニングを受ける。
大学時代は九州ローカルタレント、レポーターとしてテレビやラジオに出演していた。佐賀美少女図鑑掲載。
2016年4月にテレビ東京にアナウンサーとして入社。同期は原田修佑（2022年7月31日退社）、西野志海（元北海道テレビ放送、2022年6月6日退社）、福田典子（元RKB毎日放送、2024年3月31日退社）。2016年10月より初レギュラー担当番組である『開運!なんでも鑑定団』に2024年3月までアシスタントとして出演した。
2017年9月25日より、産前産後休業に入った秋元玲奈の後を受けて『日経スペシャル 未来世紀ジパング〜沸騰現場の経済学〜』の進行役をその番組終了まで務めた。
2021年1月9日からは、『出没!アド街ック天国』の第4代「秘書」（アシスタント）も担当。先輩アナウンサーで先代秘書・須黒清華の産前産後休暇入りに伴う起用で、須黒が休暇から職場へ復帰した2022年3月以降の放送分でも続投、2024年3月まで務めた。
2023年4月3日、自身のInstagramアカウントを更新し、同月より『ニュースモーニングサテライト』の月曜日メインキャスターを務めることを発表した。
2024年4月1日付でアナウンス部から報道局に異動した。
2025年4月1日付でアメリカ合衆国ニューヨーク支局に異動となる予定。これに伴って『ニュースモーニングサテライト』メインキャスターを3月末にて降板する。モーサテには継続して出演し最新の経済ニュースを伝える。

## 人物
- テレビ東京の公式YouTube動画チャンネルの一つである「テレ東Biz」や担当番組などで故郷の佐賀弁を披露することもある[16]。
- 先輩の相内優香から『子リス』という愛称で呼ばれている[17][18]。

## 出演番組

### テレビ東京入社前
- アサデス。KBC（九州朝日放送、2014年10月3日 - 2015年9月25日、天気コーナー担当、レポーター）[3]
- 博多ステイハングリーシーズン2（テレビ西日本、2014年、レポーター）
- After School Music（LOVE FM、土曜日18:00-19:00、2013年10月26日 - 2014年8月10日担当、出演当時はDJ5名のうち当番2名による交代制でほぼ隔々週）[1][3][19]
- さんまのSUPERからくりTV（TBS、2013年7月28日、「福岡出身芸能人がご当地グルメでさんまをおもてなし」出題アシスタント）[20]

### テレビ東京入社後
現時点にて代表として出演している報道番組
| 期間          | 期間      | 番組名                              | 役職                                         | 備考 |
| ------------- | --------- | ----------------------------------- | -------------------------------------------- | --- |
| 2016年11月7日 | 2020年3月 | ワールドビジネスサテライト          | 『トレンドたまご』月・火曜日担当             | メインキャスターの大江麻理子が不在の時には、代理メインを務めた相内優香、又は須黒清華の補助としてサブキャスターを務めた事もあった、同コーナーでは北村まあさキャスターと交代しながらリポーターも務めた |
| 2020年1月17日 | 2020年3月 | BSニュース 日経プラス10（BSテレ東） | 金曜日サブキャスター                         | |
| 2020年4月     | 2022年3月 | ニュースモーニングサテライト        | 月 - 水曜日サブキャスター                    | 2021年4月から、水曜日のみ島田一輝と隔週にて担当 |
| 2022年4月     | 2023年3月 | ニュースモーニングサテライト        | 月・火曜日サブキャスター                     | |
| 2022年4月     | 2023年9月 | 日経ニュース プラス9（BSテレ東）    | 金曜日メインキャスター                       | |
| 2023年4月     | 2023年6月 | ニュースモーニングサテライト        | 月曜日メインキャスター兼火曜日サブキャスター | |
| 2023年7月     | 2024年3月 | ニュースモーニングサテライト        | 月・火曜日メインキャスター                   | |
| 2024年4月     | 現在      | ニュースモーニングサテライト        | 月 - 水曜日メインキャスター                  | 同局報道局専門キャスターとして引き続き出演 |

バラエティ・イレギュラー番組・その他
- 第24回参院選『池上彰の参院選ライブ』（2016年7月10日）
- サマンサタバサ レディーストーナメントゴルフ（2016年7月16日・17日、リポーター）
- 独占生中継!第39回隅田川花火大会（2016年7月30日、ヘリコプター中継担当）
- 追跡LIVE! Sports ウォッチャー（2016年8月2日、秋元玲奈の代理出演。2016年9月16日、狩野恵里の代理出演）
- アナタしか知らない雑学教えてください!（2016年9月6日〔5日深夜〕、9月13日〔12日深夜〕、MC）[21]
- 開運!なんでも鑑定団（2016年10月4日 - 2024年4月16日、アシスタント）[22]
- ゴッドタン（2016年10月22日）
- 家、ついて行ってイイですか?（2016年12月3日・2017年1月7日、鷲見玲奈の代理出演）
- 土曜スペシャル「コレいくら?目指せ!3万円ぴったんこの旅」（2017年3月11日、進行）
- 日経スペシャル 未来世紀ジパング〜沸騰現場の経済学〜（2017年9月25日 - 2019年9月18日、進行役）
- FOOT×BRAIN（2018年9月2日 - 2022年4月17日、MC[注 3]）
- BSテレ東歌謡FESTIVAL（2020年12月16日、BSテレ東） - 進行
- よじごじDays（2022年1月10日、冨田有紀の代理出演）
- 出没!アド街ック天国（2021年1月9日 - 2024年3月30日・6月22日、第4代「秘書」）
  - 2020年9月19・26日および10月3日放送分にも、当時「秘書」を務めていた須黒の体調不良による休演に伴って、「秘書代理」として出演。
  - 「秘書代行」および、第4代「秘書」の担当初回の放送では、自己紹介を兼ねて得意のダンスを披露していた。
  - 2024年6月22日放送分は、当初第4代「秘書」担当時の同年2月24日に放送予定だったが『世界卓球2024』中継延長により放送延期となっていた。番組内では「この番組は2月24日に放送予定だったものです」という注釈テロップが画面右上部に複数回表示された。
- TXN NEWS（不定期）